# Aeroportul Dean River
Aeroportul Dean River (IATA: YRD) este un aeroport din Columbia Britanică, Canada.
aeroportul dispune de o singură pistă.